# Pearl Days
Pearl Days is het vierde album van de Italiaanse singer-songwriter Elisa, uitgebracht in 2004. Een tweede editie werd uitgebracht op 18 april 2005, met als extra nummer Una poesia anche per te, de Italiaanstalige versie van Life Goes On.

## Achtergrond
Het album werd geproduceerd door bekende producer Glen Ballard (produceerde albums van onder meer Alanis Morissette, Christina Aguilera en Anouk).

## Nummers
Uitgave van 2004
| Nr. | Titel                | Schrijver(s)           | Duur |
| --- | -------------------- | ---------------------- | ---- |
| 1.  | Together             | Elisa Toffoli          | 4:22 |
| 2.  | Bitter Words         | Toffoli                | 3:18 |
| 3.  | Pearl Days           | Toffoli                | 4:22 |
| 4.  | Joy                  | Toffoli • Glen Ballard | 3:27 |
| 5.  | Written In Your Eyes | Toffoli • Ballard      | 4:08 |
| 6.  | City Lights          | Toffoli                | 3:53 |
| 7.  | In The Green         | Toffoli                | 4:52 |
| 8.  | I Know               | Toffoli                | 4:11 |
| 9.  | The Waves            | Toffoli                | 4:10 |
| 10. | Life Goes On         | Toffoli                | 5:15 |

Uitgave van 2005
| Nr. | Titel                   | Schrijver(s)      | Duur |
| --- | ----------------------- | ----------------- | ---- |
| 1.  | Together                | Toffoli           | 4:22 |
| 2.  | Bitter Words            | Toffoli           | 3:18 |
| 3.  | Pearl Days              | Toffoli           | 4:22 |
| 4.  | Life Goes On            | Toffoli • Ballard | 5:15 |
| 5.  | Joy                     | Toffoli • Ballard | 3:27 |
| 6.  | Written In Your Eyes    | Toffoli • Ballard | 4:08 |
| 7.  | City Lights             | Toffoli           | 3:53 |
| 8.  | In The Green            | Toffoli           | 4:52 |
| 9.  | I Know                  | Toffoli           | 4:11 |
| 10. | The Waves               | Toffoli           | 4:10 |
| 11. | Una poesia anche per te | Toffoli           | 5:15 |

## Muzikanten
- Zang: Elisa Toffoli
- Gitaar: Tim Pierce, Michael Landau, Glen Ballard
- Basgitaar: Sean Hurley, Lance Morrison, Jimmy Johnson
- Piano: Benmont Tench, Randy Kerber, Elisa Toffoli
- Keyboard: Glen Ballard, Randy Kerber Elisa Toffoli
- Orgel: Benmont Tench
- Chamberlain: Benmont Tench
- Drumstel: Matt Chamberlain
- Slagwerk: Matt Chamberlain
- Strijkinstrumenten: Suzie Katayama, Michele Richards, Josefina Vergara, Andrew Duckless, Paula Hochhalter, Maurice Grants, Don Ferrone

## Hitlijsten
Het album piekte op #2 in de Italiaanse charts. Het werd viervoudig platina benoemd in Italië, met 400 000 verkochte exemplaren.
Singles
- Together (2004)
- The Waves (2004)
- Una poesia anche per te (2005) - #2 (Italië)

## Videoclips
- Together (2004) - Regisseur: Andrew Bennett & Mark Yamamoto
- The Waves (2004) - Regisseur: Andrew Bennett & Aaron Haye
- Una poesia anche per te (2005) - Regisseur: Elisa Toffoli & Daniele Zennaro